# 세인트 세이야

《세인트 세이야》(聖闘士星矢)는 슈에이샤(集英社)의 만화잡지 《주간 소년 점프》(WJ)에 연재된 쿠루마다 마사미(車田正美)의 장편만화를 원작으로 하는 TV 애니메이션 작품이다. 단행본(신서관, 국내에는 서울문화사) 전 28권, 애장판 전 15권, 문고판 전 15권, 완전판은 전 22권으로, 대한민국에는 단행본 이외에는 정발된 적이 없다.

## 개요
1985년 12월(1986년 1·2합병호)부터 주간소년점프(WJ)에서 연재를 개시. 성의(聖衣/크로스)라고 불리는 성좌의 이미지를 집중시킨 갑옷이나 그리스 신화를 모티브로 한 이야기가 인기를 끌어, 《Dr.슬럼프》, 《북두의 권》과 함께 대표적인 1980년대 점프의 간판작품의 하나가 되었다.
쿠루마다 마사미의 전작 《男坂》이 단기간의 연재를 끝낸 이 후, 차회작은 메이저 노선으로 독자를 의식하여 프라모델의 요소를 집어넣은 〈성의〉가 소년독자에게, 그리스신화를 소재로 한 스토리가 소녀독자들에게, 각각 받아들여지지 않을까 하는 발상으로부터 구상되었다. 그것이 적중되어, 〈성투사(聖闘士/세인트)〉〈소우주(小宇宙/코스모)〉등의 네이밍과 함께 인기를 얻었다.
성좌형의 오브제가 분해되어 갑옷이 된다는 〈성의(聖衣)〉의 참신한 설정도 인기의 요인이 되어, 연재중엔 성의가 어떠한 구조로 되어있는가를 자세히 해설한 〈성의분해장착도(聖衣分解装着図)〉나, 독자로부터의 성의디자인의 아이디어 공모등의 기획도 그 인기를 모았다. 또 〈성의〉를 재현한 피규어완구 〈성투사성의대계(聖闘士聖衣大系)〉도 빅히트 상품이 되었다.
명왕 하데스편 종반엔 게재순위가 하락해, 최종결전도중 1990년 11월을 기해 주간소년점프의 연재가 종료. 하데스편이 예정외의 장기화와 더불어 연재종료호에 최종회가 다 들어가지 못한 것이 판명되었기 때문에, 쿠루마다에 의해 독점작품이 게재될 예정이었던 그해(1990) 창간의 V점프에 독점 대신으로 《세이야(星矢)》의 〈완결편〉이 게재되어, 단행본 최종권에는 더욱 추가가 이루어진 완결편이 그려졌다.
본편 종료 후에도 성투사성의대계(聖闘士聖衣大系)를 시작으로하는 신작 굳즈의 발매, OVA의 발매, 외전이나 속편등의 신작만화 등이 만들어지고 있다.

### 영향
- 본작의 히트 이후, 《개전사무라이트루퍼(鎧伝サムライトルーパー)》, 《천공전기슈라토(天空戦記シュラト)》 등, 〈배틀슈츠물〉〈장착물〉이라고 불리는 애니메이션이 방영되어, 새로운 장르를 확립했다.
- 유럽을 중심으로 해외에도 인기가 있어, 세계적인 히트작품이 되었다. 현재에도 수출되는 애니메이션의 주력작품 중 하나이다.
- 미형 캐릭터가 다수 등장하기 때문에, 여성팬도 많은 것이 특징 중 하나. 특히, 일부의 여성팬에 의해 야오이동인지등도 다수 제작되어 붐을 일으켰다.

## 줄거리
이 세계에 사악이 만연하는 때, 반드시 나타나는 희망의 투사 세인트(聖闘士/성투사). 그 주먹은 하늘을 가르고, 대지는 그 발끝에서 부서진다고 한다. 그들은 신화의 시대부터 여신 아테나를 섬겨, 무기를 싫어하는 아테나를 위해 맨손으로 적과 싸우며, 하늘에 빛나는 88개의 성좌를 수호하여 그것을 본뜬 성의(크로스)라고 불리는 무구를 두른다. 6년간의 엄격한 수행을 거쳐, 아테나의 성투사(이하 세인트)가 된 소년 세이야(星矢)가, 같은 처지의 동료 세인트들과 함께 세계에 만연한 사악과 싸운다.
페가수스(天馬座/천마자리)의 세이야(星矢), 드래곤(龍座/용자리)의 시류(紫龍), 시그너스(白鳥座/고니자리)의 효가(氷河), 피닉스(鳳凰座/봉황자리)의 잇키(一輝), 안드로메다의 슌(瞬)의 5명 청동성투사(青銅聖闘士/브론즈세인트)가 이야기의 중심이 된다.
본편은 성역(聖域)편, 해황(海皇)포세이돈편, 명왕(冥王)하데스편의 세 개의 스토리로 나뉜다.

### 성역(聖域)의 장(章)
은하전쟁(銀河戰爭)편(청동성투사(青銅聖闘士/이하 브론즈세인트)편)
세인트가 되어 일본에 돌아온 세이야를 비롯한 10인은 키도 사오리(城戸沙織)가 총수가 된 그라드 재단이 주최한 〈은하전쟁(銀河戰爭/갤럭시안 워즈)〉에 참가하게 된다. 우승한 세인트에게 주어지는 것은 최강의 세인트의 증거, 황금성의(黃金聖衣/이하 골드크로스). 하지만 격렬해진 싸움 도중, 피닉스의 잇키(一輝)가 거느린 암흑성투사(暗黑聖鬪士/이하 블랙세인트)가 나타난다.
암흑성투사(暗黑聖鬪士)편
은하전쟁 개최중, 블랙세인트들에 의해 성의가 강탈당한다. 세이야를 포함한 브론즈세인트는 빼앗긴 골드크로스 탈환을 위해 블랙세인트와의 힘겨운 싸움을 전개하게 된다.
백은성투사(白銀聖鬪士)편
세인트의 규칙에 반하는 은하전쟁이라는 사투를 벌인 브론즈세인트를 말살하기 위하여, 성역(Sanctuary/생크츄어리)으로부터 10인의 백은성투사(이하 실버세인트)가 파견된다. 브론즈세인트인 자신들보다 우위에 있는 강적을 상대하던 중, 키도 사오리 자신이 여신 아테나의 화신이라는 것, 그리고 성역에 있는 교황이야말로 모든 싸움의 원흉이라는 것이 밝혀져, 세이야를 비롯한 브론즈세인트는 교황에게 싸움을 걸기로 결의한다.
십이궁(十二宮)편(황금성투사(黄金聖闘士/이하 골드세인트)편)
교황을 쓰러뜨리기 위하여, 아테나 사오리를 위시한 브론즈세인트들이 성역(생크츄어리)에 침입하지만, 성역에 도착하기 무섭게 사지타(화살자리/矢座)의 톨레미가 쏜 황금 화살이 아테나를 꿰뚫었다. 그 화살을 없앨 수 있는 것은 교황뿐이라는 것을 듣고 브론즈 세인트들은 십이궁의 정상에 있는 교황의 거처(教皇の間)를 목표로 한다. 그 길을 가로막는 것은 88개의 성좌중에서도 정점에 달해있는 최강의 골드세인트(黄金聖闘士)들. 그들과의 사투를 뛰어넘어, 진짜 교황을 죽이고 13년 전부터 교황행세를 하고있던 제미니(雙子座/쌍둥이자리)의 사가와 세이야의 결전, 아테나의 부활, 그리고 사가의 자결로 십이궁편이 끝이 난다. 최강이라고 불리는 골드세인트가 5인(제미니의 사가, 캔서(蟹座/게자리)의 데스마스크, 카프리콘(山羊座/염소자리)의 슈라, 아쿠아리우스(水瓶座/물병자리)의 카뮤, 피스케스(魚座/물고기자리)의 아프로디테)이나 사망한 격전이었다.

### 해황(海皇) 포세이돈의 장(章)
지상제패의 야망을 가진 해황 포세이돈에 의해 지중해의 해저신전에 납치된 아테나를 구하기 위해, 세이야들은 일곱개의 해저에 솟아있는 일곱 기둥을 지키는 해투사(海鬪士/이하 마리너), 그리고 해장군(海將軍/이하 제너럴)들과 싸운다. 본편은 주모자 〈제미니(雙子座/쌍둥이자리)의 카논〉의 개심, 해황 포세이돈의 혼을 아테나의 항아리에 봉인, 해저신전의 붕괴로 끝난다. 이후 의식을 차린 쥴리앙은 소렌토와 같이 죽은 물고기(테티스)를 바다에 흘려보내고, 불우한 아이들을 구하는 여행을 떠난다.

### 명왕(冥王) 하데스의 장(章)
십이궁(十二宮)편
- "골드세인트(黃金聖鬪士)/브론즈세인트(靑銅聖鬪士)(주로 골드세인트)" VS "죽은 세인트/명투사(冥鬪士)"

전 성전으로부터 243년 만에 부활해, 성역 침공을 시작한 명왕(冥王) 하데스와 108명의 명투사(冥鬪士/이하 스펙터)로부터, 지상세계를 지키기 위해 성투사들이 싸운다. 사가에게 살해당한 진짜 교황 시온, 이전의 싸움에서 사망한 골드세인트들이 스펙터로 부활해, 아테나의 목숨을 노리게 된다. 아테나는 에이트 센시즈를 발휘해 하데스를 공격, 명계로 향한다.
명계(冥界)편
- "골드세인트(黃金聖鬪士)/브론즈세인트(靑銅聖鬪士)(주로 브론즈세인트)" VS "명투사(冥鬪士)"

숱한 고난의 끝, 하데스가 있는 엘리시온(Elysion)에 도착해, 아테나의 성의를 넘겨야 하는 세이야들. 그 길을 쌍둥이 신, 휴프노스(Hypnos/힙노스/잠의 신) 와 타나토스(Thanatos/죽음의 신)가 방해한다. 그리고 하데스와의 최종결전- 브론즈크로스(청동성의)가 신성의(神聖衣)로 변화한 브론즈세인트들과의 격전 중, 세이야의 희생에 의해 하데스의 신으로서의 육체는 완전소멸하고, 더불어 명계는 붕괴하여 태양의 부활과 동시에 지상에는 진실된 평화가 찾아오게 된다.

### 외전
얼음의 나라 나타샤
효가(氷河)를 주인공으로 한 외전. 북극에 있는 빙하뿐인 동토의 땅 블루그라드(Bluegraad)에서, 세인트와 동등한 실력자라 불리는 북극의 전설의 투사인 빙투사(氷鬪士/블루워리어)들과의 싸움에 효가가 주먹을 맞댄다.

## 용어

### 세인트(聖鬪士/성투사)·성역 관련
성투사(세인트)
이 세상에 사악이 만연할 때, 반드시 나타난다는 희망의 존재. 여신 아테나를 지키기 위해 싸우는 투사들의 총칭. 아테나를 섬기기 때문에, 〈아테나의 세인트(聖鬪士)〉라고도 불린다. 자신의 실력이 미치지 못하는 부분을 천우(天佑)로 메꾸기 위하여, 각각의 별자리를 수호좌로 가진다. 말하자면 88개의 별자리에 각각 대응하여, 88명의 세인트가 존재하는 것이다. 각각의 수호성좌를 칭호로 하여, ㅇㅇㅇ(수호성좌)의 △ △△(인물명)으로 부른다.
세인트에 뜻을 둔 자는 상급 세인트들의 곁에서 수년간의 수행을 받은 후, 그 실력과 수호성의 위치에 따라 세인트의 증거인 크로스(聖衣/성의)라 불리는 갑옷을 받게 된다. 세인트는 그 크로스의 종류에 따라 골드세인트(황금성투사), 실버세인트(백은성투사), 브론즈세인트(청동성투사)의 3급으로 나뉘며, 넓은 의미로는 정식 칭호를 가지지 않는 잡병도, 세인트라고 불리는 경우 가 있다.
이 88명의 내역은 다음과 같다. 황도12궁에 따른 12명의 골드세인트와 실버세인트 24명, 청동세인트 48이다. 대체로 주먹의 속도가 마하1 전후인 것이 브론즈, 마하 2~5에 실버, 광속이 골드세인트의 표준 실력이라고 한다. 반드시, 해당되는 실력에 따라 그에 맞는 급의 크로스를 받는 것이 아니라, 브론즈부터 순차적으로 승격하는 경우나 처음부터 골드 내지는 실버에 임해있는 경우도 존재한다. 또, 세인트의 수호성좌는 성좌의 모양이 그대로 스스로의 급소인 〈성명점(星命点)〉이 되거나, 세인트의 운명에 큰 영향을 끼치기도 한다.
아테나가 무기를 싫어해, 그것을 가지고 싸우는 것을 금지하였기 때문에, 세인트가 된 자는 수행에 스스로의 육체를 극한으로 끌어올려, 원자를 쪼갠다고 하는 파괴의 궁극을 몸에 익힌다. 안드로메다 성좌의 성운고리(네뷸라체인)이나 케로베로스 성좌의 철퇴, 아우리아(마차부) 성좌의 원반등의 무기같은 장비를 가진 크로스도 있지만 이것들은 어디까지나 하급세인트가 상급세인트의 임무를 보조하기 위해, 혹은 자신의 권을 선보이기전의 견제용 장비 정도의 위치로 정해져있다.
〈세인트에게는 같은 기술은 두번다시 사용할 수 없다.〉라고 말해지며, 첫 공격에서는 꼼짝없이 당한 기술에 대해서도 두 번째 공격은 통하지 않는다(응전하기 전에 한번 기술을 봤었다는 경우라든가)라는 묘사를 볼 수 있다.
원래, 세인트는 여성인 아테나를 수호하기 위한 소년들이라는 의미이기 때문에, 남성만이 세인트가 될 수 있었지만, 여성이 세인트가 되는 경우 자신이 여성이라는 사실을 버리기 위해 가면을 쓴다. 타인이 맨얼굴을 본 경우, 그 사람을 죽이든가 사랑하든가 둘중 하나를 선택해야 한다.
성의(크로스)
세인트가 몸에 두르는 방어구. 각각의 수호성좌의 형태를 본딴 오브제 형태가 분해· 변형되어 세인트의 몸에 걸쳐지는 식이다. 장착자가 되는 세인트에게 맞추어 무게나 공격력이 변화하는데, 투쟁심이 없거나 소우주가 낮을 때에는 그저 무거운 방어구에 지나지 않지만 소우주가 높아지는 것만으로도 가벼워지고 공격력도 높아진다.
청동성의(브론즈크로스), 백은성의(실버크로스), 황금성의(골드크로스)의 세 종류가 있으며, 아테나의 피에 닿은 것만으로도 (아리에스(양자리)의 시온 왈) 〈최강최후의 크로스〉, 즉 하데스의 결계에 영향을 받는, 신만이 통행 가능한 초차원을 넘나드는 것이 가능한 신성의(갇크로스)가 될 수 있다. 장착하지 않고 있을 때에는, 성의상자(판도라 박스 또는 크로스 박스)라고 불리는 전용 상자에 수납된다.
크로스도 생명이 있기 때문에, 조그마한 상처라면 스스로 수복이 가능하다. 그러나 그것이 불가능할 정도로 파괴된 경우나, 장착자가 없어 긴 시간동안 방치된 경우엔 죽어버리게 된다. 죽은 성의를 부활시키기 위해서는 세인트의 피가 대량으로 필요하다.
신성의 (갓크로스)
보통의 크로스에 아테나의 피를 뭍히고, 소우주를 극한으로 높이면 탄생한다. 브론즈, 실버, 골드 모두를 뛰어넘은, 올림포스 12신 만의 장비라고 여겨지는 신의(카무이)에 한없이 가까운 방어구이다.
형태는 원래 성의의 의장을 계승하면서 숭고한 장식이 되어, 전신을 감싸는 모양이 된다. 또 초차원을 날아다닐 수 있는 날개가 생겨나거나, 신의 공격을 받아도 견딜 수 있는 방어력을 가지게 되는 등의 특별한 능력을 발휘한다. 잠의 신 휴프노스의 말에 따르면, 현대의 세이야들 5인이 부활시키기 전까지는 먼 신화시대에 1번 본 것이 전부인, 그야말로 전설의 성의이다. 키도 사오리의 말에 따르면 신성의는〈환상(환영)의 형태〉이며, 역할을 다하면 보통의 크로스로 되돌아간다.
성역(聖域/생크츄어리)
그리스에 있는 아테나 신전 주변의 지역. 결계로 지켜지고 있기 때문에, 일선의 인간은 접근하는 것이 불가능하며, 그 존재마저 지각하는 것이 불가능하다. 아테나 신전에 도달하기 위해서는 반드시 십이궁 전부와 교황전(教皇の間)을 돌파해야한다.
십이궁(十二宮)
성역에 있는 황도십이궁의 이름을 가진 12개의 궁전. 아테나 신전을 지키기 위한 결계가 되며, 각각을 황금성투사가 지키고 있다. 정상에 있는 아테나 신전에 도달하기 위해서는 백양궁(白羊宮)부터 순번을 지켜 올라갈 수밖에 없다. 성역에 아테나의 코스모가 가득 차 있기 때문에, 텔레포테이션(공간이동)등의 초능력도 제한을 받아, 각 궁을 뛰어넘는 정도의 공간이동은 불가능하다.
아테나신전
성역 정상에 있는 아테나가 기거하는 신전. 거대한 아테나 신상이 안치되어있으며, 이 신상의 정체는 아테나의 신성의이다.
스타힐
교황만이 출입을 허가받은 금역이며, 여기서 별의 움직임을 관측하여 인간계의 길흉을 점친다. 예각 형태의 높은 언덕에 작은 집이 지어져 있으며, 그 어떤 곳보다 달에 가장 가까운 장소이기도 하다.
교황(敎皇)
세인트(聖鬪士)의 총본산인 성역을 다스리며, 세인트의 자격을 부여하는 자를 가려내는 것을 사명으로 한다. 아테나가 없을 때에는 대리가 된다. 새로운 교황의 선출은 보통, 골드세인트 중에서 인(仁), 지(知), 용(勇)을 겸비한 자를 선대 교황이 직접 후계로서 지명하는 것으로 이루어진다.
성전(聖戰)
수백년에 한번, 아테나의 세인트들이 그 총력을 기울여 임해야 하는 전쟁. 저번 성전은 243년 전 하데스 휘하 군세와의 싸움으로, 승리는 하였으나 살아남은 세인트는 2명 뿐이었다고 한다.

### 능력 관련
소우주(코스모)
등장하는 세인트들은, 〈소우주(코스모)〉라고 부르는 체내의 우주적인 에너지를 연소시켜 내보내는 방법을 사용하여 주먹으로 하늘을 뚫고, 발끝으로 대지를 가르는 등의 위력을 낸다. 단 세인트의 육신은 다른 살아있는 인간과 다르지 않기 때문에, 그것을 보완하기 위해 각 세인트는 크로스등의 프로텍터를 착용한다. 코스모는 주로 정신력, 집중력 등에 비례·호응하여 높아진다. 6감(六感/ 5감+제 6감(의식/意識))중 어느 것을 의도적으로 봉인하든가 하여, 개방했을 때 폭발적으로 코스모를 증대시키는 것도 가능하다.
상급의 세인트쯤 되면 코스모의 폭발로 별들도 찢는 파괴력을 낸다든가, 상대의 육체는 물론 정신까지 파괴한다든가, 명계나 이차원등의 이공간으로 상대를 날려 버리는 등의 초절적인 기술도 가능하다.
세븐센시즈(Seven senses)
〈제 6감(第六感)〉을 넘어선 제 7감(七識(칠식), 末那識(말나식)이라고도 한다). 자각 한 자는 소우주를 최대한으로 증폭시키는 것이 가능하지만, 그것이 가능한것은 골드세인트 정도로, 세인트 중에서는 소수뿐이다.
에잇센시즈(Eight senses)
제 7감인 세븐센시즈를 아득히 초월한 〈제 8감〉. 阿賴耶識(아뢰야식), 八識(팔식)이라고도 한다. 자각한 자는 산채로 지상계와 명계를 오고 갈 수 있게 된다.
하데스편을 기준으로 아뢰야식을 자각한 세인트는 샤카 단 한사람뿐이었다. 하데스군와의 결전에 이르러서는, 스스로 명계에 도달한 세이야들이 명계의 규칙에 묶이지 않고 스팩터(명투사/命鬪士)와 싸우기 위해, 이 에잇센시즈 각성이 필요했다.

## 애니메이션

### TV 애니메이션
토에이동화(東映動畵/현재 토에이 애니메이션) 제작으로, TV 아사히(朝日)계에서 매주 토요일에 방영. 1986년 10월 11일부터 1989년 4월 1일까지 장편 시리즈로 방영되었으며, 해외에도 방영되었다.
잡지연재 직후, 토에이동화(토에이 애니메이션), 반다이, 슈에이샤(集英社)의 원작의 담당자 사이에 애니메이션화의 기획이 있었기 때문에, 연재개시부터 1년이 못되어 애니메이션화가 실현되었다. 이윽고 단행본 제 1권이 발매되기도 전에, 잡지상에 애니메이션화 결정이 발표되었다. 이런 빠른 애니메이션화는 당시 점프 작품에 있어서 이례적인 일이었다고 한다.
반다이가 스폰서였던 토에이동화가 손을 댄 TV애니메이션은 많은 팬들을 얻었다. 원작 만화와 함께 세인트 세이야의 인기의 원동력이 되었다. 반다이가 스폰서가 된 이유는 (당시의 반다이의 개발 담당이었던 무라카미 카츠시(村上克司)에 의하면) 당시의 발매 본부장인 스기우라 유키마사(杉浦幸昌)가 자식에게 원작만화가 재미있다며 추천받았던 것이 결정적이었다고 한다.
캐릭터 디자인과 작화감독을 맡은 아라키 신고(荒木伸吾), 음악담당의 요코야마 세이지(横山菁児)는 원작자 쿠루마다 마사미(車田正美)의 전면적인 신뢰를 얻어, 이후 재(再) 애니메이션화에서도 기용되었다. 캐릭터 디자인에 관해서, 쿠루마다는 〈자신보다도 그림이 훌륭하다〉며 절찬하고, 애니메이션이 원작 에피소드에 넣을 새로운 아이디어의 원천이 되며, 원작과 애니메이션이 좋은 상호작용을 만들어 낸다는 발언 과, 성우의 캐스팅에도 만족한다는 말을 했다. 그러나 애니메이션이 오리지널 에피소드가 그려질 즈음 해서, 애니메이션 제작측은 쿠루마다가 이후 전개를 위해 간직하고 있던 설정들을 모르는 채로 이야기를 진행시켰으며, 쿠루마다 측에서도 애니메이션의 오리지널 에피소드에 맞추어서 원작을 그리는 것은 감히 행하지 않았으므로, 효가의 사부가 애니메이션과 원작이 다르는 등의 모순점도 생겨나게 되었다.
TV 애니메이션판 〈세인트 세이야〉는 상업적으로도 성공하였다. 특히 원작만화에서 인기가 높은 골드세인트가 다수 등장하는 십이궁편에 와서는, 그 인기가 부동의 것이 되었다. 1987년도의 토에이동화의 판권수입에 있어서〈게게게의 키타로(ゲゲゲの鬼太郎)〉나 〈드래곤볼〉을 누르고 톱이 되었다. 1988년 말에 매상이 크게 떨어지기 시작했다. 애석하게도 1989년에 방영이 끝났는데, 3년의 방영기간 동안, 평균 시청률은 11%를 기록하였으며, 본래 시청층으로써 상정하고 있었던 초등학교 남자애들을 비롯해 여고생 등의 많은 팬을 확보했다.
무라카미 카츠시(村上克司)에 의하면 크로스의 디자인이 원작에서는 〈매회 바뀌는 것〉이 문제가 되어, 애니메이션용으로 디자인을 바꿀 필요가 있었다고 한다. 토에이동화와 반다이가 협의를 해, 슈에이샤사와 원작자의 의견을 수렴하여 애니메이션용 성의의 디자인을 결정하였다.
이렇게 해서, 주인공인 세이야들이 입는 브론즈크로스(靑銅聖衣)의 디자인은 십이궁 편 까지는 애니메이션 판 오리지널의 어레인지가 가해져, 헤드파츠가 헬멧타입 이었다거나 허리가 아머로 덮여있거나, 다리부분은 허벅지부터 발가락까지 가리는 만큼의 중장비였다거나 했으나 아스가르드 편부터 원작과 비슷한 디자인이 되었다.
모리시타 코조우(森下孝三)는 이 작품 직전에 미국의 애니메이션 동화(이 작품이 무엇인지는 당사자가 확언한 적은 없으나, 아마도《트랜스포머 더 무비》)를 제작하면서 일본과 다른, 셀 개수에 제한이 없는 제작환경에서 일하고 있었다. 이 여파가 세인트 세이야에 영향을 주었기 때문에, 작품의 퀄리티가 높아졌다. 또한, 당시로서는 최신 기술이었던 필름합성 등의 영상기술이 많이 사용되었던 것도 품질을 높이는 계기가 되었다.

#### TV 애니메이션의 줄거리
원작의 전개를 따르면서, 원작에는 없었던 개그 테이스트, 스틸세인트(鋼鐵聖鬪士/강철성투사), 갇워리어(神鬪士/신투사)등의 오리지널 요소가 가미되어, 〈포세이돈편〉까지 애니메이션 화되었다. 성역편과 해황 포세이돈편의 사이에는 포세이돈 편이 일부 관련되는 TV 애니메이션판 오리지널의 아스가르드편이 들어간다.
아스가르드 편
북유럽신화를 모티브로 한 이야기. 바다에서 온 마의 반지- 니벨룽겐 링의 마력에 의해 사악의 화신이 되어버린 오딘의 지상대행자 힐다와 그녀를 지키는 갇 워리어(神鬪士) 들과, 아테나와 지상세계를 지키는 브론즈 세인트의 싸움을 묘사하고 있다. 클라이막스 부분은 세이렌(바다마녀 자리)의 소렌토의 등장이나 쇠약해진 아테나의 납치·기습 등, 포세이돈 편과 연결되도록 되어있다. 최후에는 전설의 발뭉의 검에 의해서 반지가 파괴되고, 힐다는 사악으로부터 해방되어 평화가 찾아오는데, 직후 아테나가 해황 포세이돈에게 납치당하는 것으로 진행되어 해저신전 편으로 이어진다.

#### 스태프
- 프로듀서: 籏野義文(하타노 요시후미), 横山和夫(요코야마 카즈오) → 森下孝三(모리시타 코조우)
- 원작자: 車田正美(쿠루마다 마사미)
- 시리즈 구성: 小山高生(코야마 타카오), 菅良幸(스가 요시유키)
- 음악: 横山菁児(요코야마 세이지)
- 캐릭터 디자인: 荒木伸吾(아라키 신고), 姫野美智(히메노 미치)
- 미술 디자인: 窪田忠雄(쿠보타 타다오)(1 - 99화) → 鹿野良行(카노 료코우)(100화부터)
- 미술: 窪田忠雄(쿠보타 타다오), 鹿野良行(카노 료코우), 大河内稔(오오가와 나이진)
- 시리즈 디렉터: 森下孝三(모리시타 코조우) → 菊池一仁(키쿠치 카즈히토)
- TV아사히 프로듀서: 加藤守啓(카토 요시모리), 川田方寿(카와다 호우쥬)
- 내레이션: 田中秀幸(타나카 히데유키)
- 제작: TV아사히, 토에이동화

#### 주제가
- 초대 OP: 《페가수스 판타지(ペガサス幻想)》 노래 : MAKE-UP
  - (작사: 竜真知子(료마 토모코), 작곡 : 松澤浩明(마츠자와 코우메이) / 山田信夫(야마다 노부오), 편곡 : MAKE-UP)
- 2번째 OP: 《성투사신화(聖鬪士神話/솔져드림)》 노래: 카게야마 히로노부(影山ヒロノブ) / BROADWAY
  - (작사: 只野菜摘(타다노 나츠미), 작곡 : 松澤浩明(마츠자와 코우메이), 편곡: BROADWAY)
- 초대 ED: 《영원블루(永遠ブルー)》 노래: MAKE-UP
  - (작사: 竜真知子(료마 토모코), 작곡: 松澤浩明(마츠자와 코우메이) / 山田信夫(야마다 오부오) / 河野陽吾(코노 요고), 편곡: MAKE-UP)
- 2번째 ED: 《꿈여행자(夢族人/블루드림)》
  - (작사: 許瑛子(쿄 에이코) , 작곡：카게야마 히로노부(影山ヒロノブ) / 須藤賢一(스도 겐이치), 편곡 : BROADWAY）

#### 각 화 리스트
서브타이틀의 기본은 ｢○○! ○○｣.
| 화수 | 서브타이틀                               | 각본              | （총콘티） 연출                     | 작화감독          |
| ---- | ---------------------------------------- | ----------------- | ----------------------------------- | ----------------- |
| 1    | 깨어나라! 영웅전설                       | 小山高生          | 森下孝三                            | 荒木伸吾          |
| 2    | 타올라라! 페가수스유성권                 | 小山高生          | 勝間田具治                          | 青木哲朗          |
| 3    | 시그너스! 빙원의 전사                    | 小山高生          | 梅澤淳稔                            | 長谷川憲生        |
| 4    | 드래곤! 무적의 창과 방패                 | 小山高生          | （西沢信孝） 堀川和政               | 金子寛俊          |
| 5    | 기적의 부활! 우정의 코스모               | 小山高生          | 政木伸一                            | 高井久            |
| 6    | 피닉스! 지옥을 본 전사                   | 小山高生          | 森下孝三                            | 青木哲朗          |
| 7    | 빼앗기다! 황금성의                       | 小山高生          | 勝間田具治                          | 長谷川憲生        |
| 8    | 쓰러뜨려라! 암흑 피닉스 군단             | 小山高生          | 山内重保                            | 大島城次          |
| 9    | 강적! 암흑사천왕 나타나다                | 山崎忠昭          | 影山楙倫                            | 高井久            |
| 10   | 위태로운 시류! 크로스의 무덤             | 山崎忠昭          | 石崎すすむ                          | 進藤満尾          |
| 11   | 사투! 공포의 흑사권                      | 小山高生          | 勝間田具治                          | 佐々門信芳        |
| 12   | 붙잡아라! 우정의 네뷸라체인              | 小山高生          | （森下孝三） 堀川和政               | 牧野行洋          |
| 13   | 타올라라! 불꽃의 일격                    | 山崎忠昭          | 山内重保                            | 中嶋五郎          |
| 14   | 패배하다! 환마권                         | 小山高生          | 勝間田具治                          | 小林智子          |
| 15   | 지금 밝혀지다! 잇키의 비밀               | 小山高生          | 明比正行                            | 直井正博          |
| 16   | 거대! 도크라테스의 맹습                  | 小山高生          | 森下孝三                            | 荒木伸吾          |
| 17   | 구하라! 사오리의 위기                    | 小山高生          | （福留政彦） 石崎すすむ             | 進藤満尾          |
| 18   | 대소동(大暴れ)! 카리브의 고스트세인트    | 山崎忠昭          | 山内重保                            | 佐々門信芳        |
| 19   | 사느냐 죽느냐! 마계섬의 혈전             | 山崎忠昭          | （勝間田具治） 堀川和政             | 牧野行洋          |
| 20   | 진심으로 싸워라! 샤이나의 역습           | 小山高生          | 菊池一仁                            | 小林智子          |
| 21   | 비정! 오로라의 대결                      | 小山高生          | 森下孝三                            | 直井正博          |
| 22   | 불꽃의 부활! 불사신 잇키                 | 小山高生          | 石崎すすむ                          | 進藤満尾          |
| 23   | 실버세인트! 긍지 높은 자객               | 小山高生          | 明比正行                            | 荒木伸吾          |
| 24   | 날아라 페가수스! 혜성과 같이             | 小山高生          | 森下孝三                            | 佐々門信芳        |
| 25   | 싸워라! 아테나의 아래서                  | 小山高生          | 菊池一仁                            | 大島城次          |
| 26   | 적인가 아군인가! 스틸 세인트             | 小山高生          | 山内重保                            | 稲津善吉          |
| 27   | 세이야가 돌로! 메두사의 방패             | 小山高生          | 明比正行                            | 青木哲郎          |
| 28   | 드래곤! 목숨을 건 일격                   | 小山高生          | 森下孝三                            | 直井正博          |
| 29   | 유괴! 사오리를 덮친 까마귀 군단          | 小山高生          | 石崎すすむ                          | 進藤満尾          |
| 30   | 불타올라라! 사랑의 코스모                | 小山高生          | 山内重保                            | 荒木伸吾          |
| 31   | 환마! 생사의 데드라인                    | 小山高生          | 菊池一仁                            | 小林智子          |
| 32   | 대폭발! 데스퀸 섬                        | 菅良幸            | 明比正行                            | 佐々門信芳        |
| 33   | 용호격돌! 빛없는 드래곤의 눈물           | 菅良幸            | 森下孝三                            | 稲津善吉          |
| 34   | 안녕 친구여! 평온히 잠들어라             | 菅良幸            | 山内重保                            | 青木哲郎          |
| 35   | 결사행! 열려라 드래곤의 눈이여!          | 小山高生 立川元教 | 石崎すすむ                          | 進藤満尾          |
| 36   | 경탄! 12개의 골드 크로스                 | 菅良幸            | 明比正行                            | 直井正博          |
| 37   | 가면이 외친다! 사랑인가 죽음인가         | 菅良幸            | 菊池一仁                            | 小林智子          |
| 38   | 격돌! 골드세인트                         | 小山高生 立川元教 | 山内重保                            | 佐々門信芳        |
| 39   | 광속! 마하를 넘는 강권                   | 菅良幸            | 石崎すすむ                          | 進藤満尾          |
| 40   | 간다! 우리들의 여행                      | 菅良幸            | 勝間田具治                          | 井上栄作          |
| 41   | 성역대결전! 아테나 최대의 위험           | 菅良幸            | 明比正行                            | 直井正博          |
| 42   | 궁극의 코스모! 세븐 센시즈               | 菅良幸            | 山内重保                            | 青木哲郎          |
| 43   | 빅뱅! 금우궁의 전투                      | 菅良幸            | 菊池一仁                            | 小林智子          |
| 44   | 쌍아궁! 빛과 어둠의 미궁                 | 菅良幸            | （高木翎） 石崎すすむ               | 進藤満尾          |
| 45   | 공포! 이차원에의 표류                    | 小山高生          | 明比正行                            | 荒木伸吾          |
| 46   | 울부짖어라! 공방일체의 네뷸라체인        | 菅良幸            | 山内重保                            | 佐々門信芳        |
| 47   | 안녕히 효가! 용사여 잠들라               | 菅良幸            | 勝間田具治                          | 井上栄作          |
| 48   | 드래곤! 되살아나라 죽음의 나라에서       | 小山高生          | 森下孝三                            | 直井正博          |
| 49   | 사랑! 슌레이의 기원                      | 小山高生          | （高木翎） 横山広行                 | 進藤満尾          |
| 50   | 승천하는 용! 시류 분노의 코스모          | 菅良幸            | 菊池一仁                            | 小林智子          |
| 51   | 어째서냐! 송곳니를 드러낸 황금의 사자    | 菅良幸            | 明比正行                            | 荒木伸吾          |
| 52   | 아레스! 전설의 마황권                    | 小山高生          | 山内重保                            | 佐々門信芳        |
| 53   | 남자다! 카시오스 사랑에 지다             | 小山高生          | 福田潤                              | 井上栄作          |
| 54   | 잇키! 날개를 꺾인 불사조                 | 菅良幸            | （高木翎） 高木翎 横山広行          | 進藤満尾          |
| 55   | 우정의 인연! 아테나의 비명               | 菅良幸            | 菊池一仁                            | 河合静男          |
| 56   | 샤카! 누구보다 신에 가까운 남자          | 小山高生          | 明比正行                            | 直井正博          |
| 57   | 무의 공포! 눈을 뜬 샤카                  | 小山高生          | （山内重保） 山内重保 細田雅弘      | 荒木伸吾          |
| 58   | 장렬! 우정에 흩어진 잇키                 | 小山高生          | 箕ノ口克己                          | 佐々門信芳        |
| 59   | 소생한 백조! 삶과 죽음과 사랑과          | 菅良幸            | （内藤隼人） 横山広行               | 進藤満尾          |
| 60   | 효가부활! 이 생명에 걸고                 | 菅良幸            | 菊池一仁                            | 荒木伸吾 井上栄作 |
| 61   | 항복인가 죽음인가! 이 날개가 있는 한     | 菅良幸            | 森下孝三 菊池一仁 山内重保 伊東政雄 | 直井正博          |
| 62   | 나아가라 효가! 긍지높은 용사             | 菅良幸            | （山内重保） 細田雅弘               | 河合静男          |
| 63   | 울려버져라! 성역의 골드크로스            | 小山高生          | 箕ノ口克己                          | 佐々門信芳        |
| 64   | 소년이여! 그대들에게 아테나를 맡긴다     | 小山高生          | 又野弘道                            | 進藤満尾          |
| 65   | 신음하는 성검! 슈라 대 드래곤            | 菅良幸            | 菊池一仁                            | 只野和子          |
| 66   | 아아 시류! 별이 되어 사라지다            | 菅良幸            | 伊東政雄                            | 井上栄作          |
| 67   | 안녕히! 나의 스승이여 나의 친구여        | 菅良幸            | 箕ノ口克己                          | 直井正博          |
| 68   | 미의 전사! 아프로디테                    | 菅良幸            | 又野弘道                            | 進藤満尾          |
| 69   | 데몬로즈! 달콤한 죽음의 향기             | 菅良幸            | （菊池一仁） 伊東政雄               | 河合静男          |
| 70   | 편안히! 슌, 최후의 미소                  | 菅良幸            | 菊池一仁                            | 佐々門信芳        |
| 71   | 사라지는 불시계! 교황의 정체             | 菅良幸            | 箕ノ口克己                          | 井上栄作          |
| 72   | 가라 세이야! 친구의 죽음을 넘어서        | 菅良幸            | （山内重保） 伊東政雄               | 直井正博          |
| 73   | 모여라 친우여! 아테나의 아래서           | 菅良幸            | 又野弘道                            | 小林智子          |
| 74   | 극북의 적! 전설의 신투사                 | 菅良幸            | （森下孝三） 菊地一仁               | 荒木伸吾          |
| 75   | 힐다! 악마에 매료된 여신                 | 小山高生          | 石崎すすむ                          | 進藤満尾          |
| 76   | 거인 투르! 증오의 코스모                 | 菅良幸            | 菊池一仁                            | 佐々門信芳        |
| 77   | 거성의 눈물! 힐다를 위해 죽다            | 菅良幸            | 箕ノ口克己                          | 直井正博          |
| 78   | 송곳니를 드러낸다! 북유럽의 늑대 펜릴    | 小山高生          | （又野弘道） 伊東政雄               | 小林智子          |
| 79   | 가련! 노던(Northen)군랑권의 숙명         | 小山高生          | （明比正行） 細田雅弘               | 井上栄作          |
| 80   | 빙원에서 사라져! 슬픈 울부짖음           | 小山高生          | 石崎すすむ                          | 進藤満尾          |
| 81   | 플레어! 사랑으로 인한 사투               | 小山高生          | 菊池一仁                            | 直井正博          |
| 82   | 춤추는 백조! 빙중의 작열지옥             | 小山高生          | 箕ノ口克己                          | 佐々門信芳        |
| 83   | 요상한 하프! 슌을 유인하는 죽음의 서곡   | 菅良幸            | 又野弘道                            | 小林智子          |
| 84   | 죽음의 선고! 스트링거 장송곡             | 菅良幸            | 細田雅弘                            | 井上栄作          |
| 85   | 슬픔의 용사! 얼어붙은 증오               | 菅良幸            | 石崎すすむ                          | 進藤満尾          |
| 86   | 불사조! 진홍으로 불타는 날개             | 菅良幸            | （明比正行） 伊東政雄               | 直井正博          |
| 87   | 마의 자수정! 세인트의 묘지               | 小山高生          | 菊池一仁                            | 佐々門信芳        |
| 88   | 불꽃의 검! 무서운 야망                   | 小山高生          | 又野弘道                            | 小林智子          |
| 89   | 사악의 희생! 정령들의 숲                 | 小山高生          | 箕ノ口克己                          | 井上栄作          |
| 90   | 휘둘리지마라 세이야! 승룡의 코스모       | 小山高生          | 石崎すすむ                          | 進藤満尾          |
| 91   | 불타라 슌! 검은 송곳니에 숨겨진 수수께끼 | 菅良幸            | 細田雅弘                            | 直井正博          |
| 92   | 소용돌이쳐라! 슌 궁극의 네뷸라체인       | 菅良幸            | 菊池一仁                            | 佐々門信芳        |
| 93   | 바드! 숙명의 쌍둥이별                    | 菅良幸            | 又野弘道                            | 小林智子          |
| 94   | 형제의 정! 시드여 조국에 눈감으리        | 菅良幸            | 箕ノ口克己                          | 井上栄作          |
| 95   | 기상 높은 용사! 모여드는 전설의 기사     | 菅良幸            | 石崎すすむ                          | 進藤満尾          |
| 96   | 용 대 용! 십만붑의 일초의 승기(勝機)     | 菅良幸            | （明比正行） 細田雅弘               | 直井正博          |
| 97   | 바다마녀! 아름다운 죽음의 곡조           | 菅良幸            | 菊池一仁                            | 佐々門信芳        |
| 98   | 기적의 출현! 오딘 로브                   | 菅良幸            | 又野弘道                            | 小林智子          |
| 99   | 아테나여! 기상높은 영원의 기원           | 菅良幸            | 石崎すすむ                          | 進藤満尾          |
| 100  | 해황 포세이돈! 성전 다시                 | 菅良幸            | 菊池一仁                            | 荒木伸吾          |
| 101  | 쳐부숴라! 7대양의 거대 기둥              | 小山高生          | 箕ノ口克己                          | 直井正博          |
| 102  | 신비의 빛! 금색의 브론즈크로스           | 小山高生          | 又野弘道                            | 小林智子          |
| 103  | 위기의 슌! 무서운 마수의 송곳니          | 菅良幸            | 細田雅弘                            | 佐々門信芳        |
| 104  | 마수 필사! 불멸의 황금 사슬              | 菅良幸            | 石崎すすむ                          | 進藤満尾          |
| 105  | 성검! 오른팔에 머뮤는 슈라의 혼          | 小山高生          | 菊池一仁                            | 荒木伸吾          |
| 106  | 몽무잔(夢無残)! 재회는 죽음의 냄새       | 小山高生          | 箕ノ口克己                          | 直井正博          |
| 107  | 마음의 사녕꾼! 륨나디스 무정(無情)       | 小山高生          | 明比正行                            | 小林智子          |
| 108  | 아이작! 얼음의 마음을 지닌 남자          | 菅良幸            | 石崎すすむ                          | 小林智子          |
| 109  | 힘내라 키키! 슬픈 사투                   | 菅良幸            | 細田雅弘                            | 佐々門信芳        |
| 110  | 들어라! 아름다운 아테나의 노래소리       | 小山高生          | 菊池一仁                            | 井上栄作          |
| 111  | 친구여! 죽을 때는 함께다                 | 小山高生          | 山内重保                            | 荒木伸吾          |
| 112  | 두개의 혼! 해황부활의 수수께끼           | 菅良幸            | 箕ノ口克己                          | 星川信芳          |
| 113  | 해황을 무찔러라! 황금의 일시(一矢)       | 菅良幸            | 細田雅弘                            | 佐々門信芳        |
| 114  | 빛나는 우정의 별이여! 영원의 소년 전설   | 菅良幸            | 菊池一仁                            | 荒木伸吾          |

### 영화
세인트 세이야 사신 에리스(聖闘士星矢 邪神 エリス)1987년 7월 18일, 토에이만화축제
불화의 여신 에리에 의해 죽음의 세계에서 끌려나온 고스트 세인트(亡霊聖闘士/망령성투사)들과 아테나의 세인트들의 싸움. 극장판 공개시에는 《세인트 세이야》만이 제목에 달려 있었으나, 후에 DVD화때에 사신 에리스(邪神 エリス)라는 서브타이틀이 붙게되었다.
세인트 세이야 신들의 격렬한 전쟁(聖闘士星矢 神々の熱き戦い)1988년 3월 12일, 토에이만화축제
아스가르드에서 오딘 지상대행자 돌바르 교주를 따르는 갓워리어(神鬪士)들과 아테나의 세인트들의 싸움. TV시리즈 아스가르의편의 원안이 되었다.
세인트 세이야 진홍의 소년 전설(聖闘士星矢 真紅の少年伝説)1988년 7월 23일
아테나의 오빠인 태양신 아벨, 3명의 코로나의 세인트, 그리고 죽었을 터인 골드세인트가 부활. 지상을 지배하는 것을 꾀하며 아테나의 세인트들과 싸운다.
세인트 세이야 최종 성전의 전사들(聖闘士星矢 最終聖戦の戦士たち)1989년 3월 18일, 토에이만화축제
타천사 루시퍼와 4인의 성마천사, 루시퍼에 의해 부활한 아벨들 삼신이 나타나, 아테나의 세인트들과 싸운다.
세인트 세이야 천계편 서장 ~over true~(聖闘士星矢 天界編 序奏〜overture〜)2004년 2월 14일
전능의 신 아폴론이 거느리는 천계군과 아테나의 세인트들과의 싸움. 명계편에서 이어지는 것으로 공개되었으나, 이런저런 사정으로 흥행성적, 평가 모두가 좋지 않았다.

### OVA
TV 애니메이션에서는, 원작의 속편인 〈명왕 하데스편〉의 애니메이션 화가 남아있었는데, 애니메이션 화를 희망하는 여론이 강해지면서 토에이 동화측에서 2003년부터 오리지널 비디오 애니메이션(OVA)이 만들어지게 되었다. 제 2작 〈명계편〉제작 즈음하여, 오리지널 캐스트에 의한 성우진의 목소리가 열화(劣化)되었다는 이유로 주역진을 비롯한 많은 캐릭터가 단번에 젊은 성우들로 변경되었기 때문에 팬들 사이에서 소동이 있었다. 자세한 사항은 세인트 세이야 명왕 하데스편을 참조.
- 세인트 세이야 명왕 하데스 십이궁편(聖闘士星矢 冥王ハーデス十二宮編): 2003년 1월 25일 - 2003년 7월 25일
- 세인트 세이야 명왕 하데스 명계편 전장(聖闘士星矢 冥王ハーデス冥界編 前章): 2005년 12월 17일 - 2006년 2월 18일
- 세인트 세이야 명왕 하데스 명계편 후장(聖闘士星矢 冥王ハーデス冥界編 後章): 2006년 12월 15일 - 2007년 2월 6일
- 세인트 세이야 명왕 하데스 엘리시온편(聖闘士星矢 冥王ハーデスエリシオン編): 2008년 3월 28일 - 2008년 8월 22일

### 웹 애니메이션
세인트 세이야: 나이츠 오브 더 조디악(聖闘士星矢：Knights of the Zodiac)2019년 7월 19일부터 넷플릭스에서 착신

## 외전, 속편
세인트 세이야 에피소드 G
본편에서 수년 전에 벌어졌다고 전해지는 골드세인트들과 티탄신족간의 싸움을 묘사한 외전 만화. 주인공은 '세이야'가 아닌 레오(사자자리)의 '골드세인트 아이오리아'이다.
세인트 세이야 에피소드 G 어쌔신
세인트 세이야 에피소드 G의 속편.
세인트 세이야 명왕신화 시리즈
243년 전의 전 성전을 그린 작품. 쿠루마다에 의해 《NEXT DIMENSION 명왕신화》가, 쿠루마다의 스토리를 받은 테시로기 시오리(手代木史織)에 의해 《THE LOST CANVAS 명왕신화》가 연재되고 있다.
세인트 세이야 오메가
세인트 세이야 본편 이후 수십년 뒤의 이야기를 다룬다. 항목 참조.
세인트 세이야 세인티아 쇼
아테나와 시로토 사오리가 은하전쟁의 개최를 시작으로 성역에 만연한 악을 백일하에 드러내려고 자신의 싸움을 결심한 이후, 쟁란의 기미를 느낀 사악한 여신 에리스가 혜성 레팔스로 이끌려 다시 지구로 내몰려 해 유혈과 혼란을 야기하려 하고 있다. 성역에서 아테나를 보좌해야 할 교황도 다시 적이 되어 사오리를 위자로 몰아놓고 성투사들에게 토벌을 명했다. 주인공은 '세이야'가 아닌 '세인티아'다.
세인트 세이야 -Soul of Gold-
세인트 세이야 본편의 타임라인 중에서 명계편의 시기를 다루고 있다. 비탄의 벽을 허물기 위해서 온 힘을 쏟아붓고 죽음을 맞이한 골드세인트들이 눈 덮인 땅 아스가르드에서 부활하면서 벌어지는 이야기를 그린다. 주인공은 '세이야'가 아닌 '레오 아이오리아'이다.
세인트 세이야 에피소드 제로
본편 스핀오프 작품.

## 무대
〈해황 포세이돈편〉이 반다이 슈퍼 뮤지컬로 무대화되었다(1991년 8월 15일 - 9월 1일, 아오야마 극장). 주최는 반다이와 TV아사히. 각본은 애니메이션에서 샤카의 목소리를 맡았던 미츠야 유우지(三ツ矢 雄二)가 담당하여, 노사역에 출연도 하였다. 당시 데뷔한 지 얼마 안된 아이돌그룹 SMAP이 주역의 브론즈세인트들과 포세이돈을 연기했다. SMAP의 팬클럽 회보의 제 1호는 6명이 세이야들의 분장을 한 사진이다.
골드세인트의 캐스팅은 TOKIO가 될 예정이었으나, 실제로는 배우가 연기하게 되었다. 그러나 팜플렛 등에는 TOKIO로 소개되어있기 때문에, 자세한 배역은 불명.
캐스트
- 페가수스 세이야: 나카이 마사히로(中居正広)
- 드래곤 시류: 쿠사나기 쯔요시(草彅剛)
- 시그너스 효가: 모리 카츠유키(森且行)
- 안드로메다 슌: 카토리 신고(香取慎吾)
- 피닉스 잇키: 이나가키 고로(稲垣吾郎)
- 해황 포세이돈/줄리앙 솔로: 키무라 타쿠야(木村拓哉)
- 아리에스 므우: 불명(당초의 예정은 죠시마 시게루(城島茂))
- 비르고의 샤카: 불명(당초의 예정은 코쿠분 타이치(国分太一))
- 스콜피오 미로: 불명(당초의 예정은 마츠오카 마사히로(松岡昌宏))
- 타우러스 알데바란: 불명(당초의 예정은 야마구치 타츠야(山口達也))
- 레오 아이오리아: 불명(당초의 예정은 코지마 히로무(小島啓))
- 남극해장군 륨나디스 카사/실버세인트: 미즈타니 세이지(水谷誠伺)
- 아테나: 나카야마 시노부(中山 忍)
- 카논: 마야 타케시(真矢武)
- 소렌토: 다이키 유우(大輝ゆう)
- 테티스: 유우키 메구미(結城めぐみ)
- 슌레이: 오카다 미나코(岡田美奈子)
- 타츠미: 타카시나 고우(高品剛)
- 키키: 마츠노 타이키(松野太紀)
- 노사: 미츠야 유우지(三ツ矢雄二)
- 그 외의 출연자: 타카하시 히로시(高橋広司)

스폰서는 후지야(不二家)로, 같은 해 6월 26일에 야마하에피큐러스 시부야에서 있었던 기자회견에서는 선물로 후지야의 스카치 케이크를 나누어 주었다.
이 후 《테니스의 왕자님》이나 《블리치(BLEACH)》등의 소년 점프 작품의 뮤지컬화의 시초가 되었다.
2009년 현재 소프트화는 되지 않았으며, BS에서 온에어때의 녹화를 찾아보는 것 이외에는 시청할 방법이 없다.
2007년의 《SmaSTATION》아니메특집에서는, 카토리 신고가 그 무대판에 대해 언급을 하였으나, 배역은 자신과 나카이 마사히로(中居正広) 2명밖에 밝히지 않았다. 또 12월 20일 방송의 《토쿠반(우타반(うたばん))》에서 SMAP 멤버 스스로가 사진을 언급했다(사진은 나카이 뿐). 2008년 5월 20일 방송의 《〈풋〉스마(〈ぷっ〉すま)》에서 유스케·산타마리아가 무대판에 대해서 언급. 쿠사나기도, 〈내가 한 역은 시류〉라고 코멘트함과 동시에 《그거 싫었어~》라고 불평했다.

## 소설
- 소설《세인트 세이야 기간토마키아》 저자: 하마자키 타츠야(浜崎達也), 슈에이샤 점프 제이웍스, 2002년, 전 2권.
  - 기가스와의 싸움을 묘사한 외전소설

## 게임
- 패밀리 컴퓨터용 소프트
  - 《세인트 세이야 황금전설》(1987년 8월 10일 발매, 반다이)
  - 《세인트 세이야 황금전설 완결편》(1988년 5월 30일 발매, 반다이)
  - 《패미콘 점프 영웅열전》(1989년 2월 15일 발매, 반다이)
- 게임보이용 소프트
  - 《세인트(聖鬪士)★세인트(セイント)파라다이스~최강의 전사들》(1992년 11월 15일 발매, 반다이)
- 원더스완(WonderSwan)용 소프트
  - 《세인트 세이야 황금전설편 perfect Edition》(2003년 7월 31일 발매, 반다이)
- 플레이스테이션 2용 소프트(격투액션 게임)
  - 《세인트 세이야 성역십이궁편》(2005년 4월 7일 발매, 반다이)
    - 히로타카(鈴置/시류 성우)는 본 작품이 최후의 시류로서의 출연이 되었다.

  - 《세인트 세이야 명왕 하데스십이궁편》(2007년 2월 1일 발매, 반다이)
- 닌텐도 DS용 소프트
  - 《점프 울티메이트 스타즈》(2006년 12월 23일)에 《세인트 세이야》가 등장한다.
- 안드로이드/iOS 애플리케이션
  - 《세인트 세이야: 파티배틀》

휴데폼
세인트세이야